# فندق الريتز (لندن)

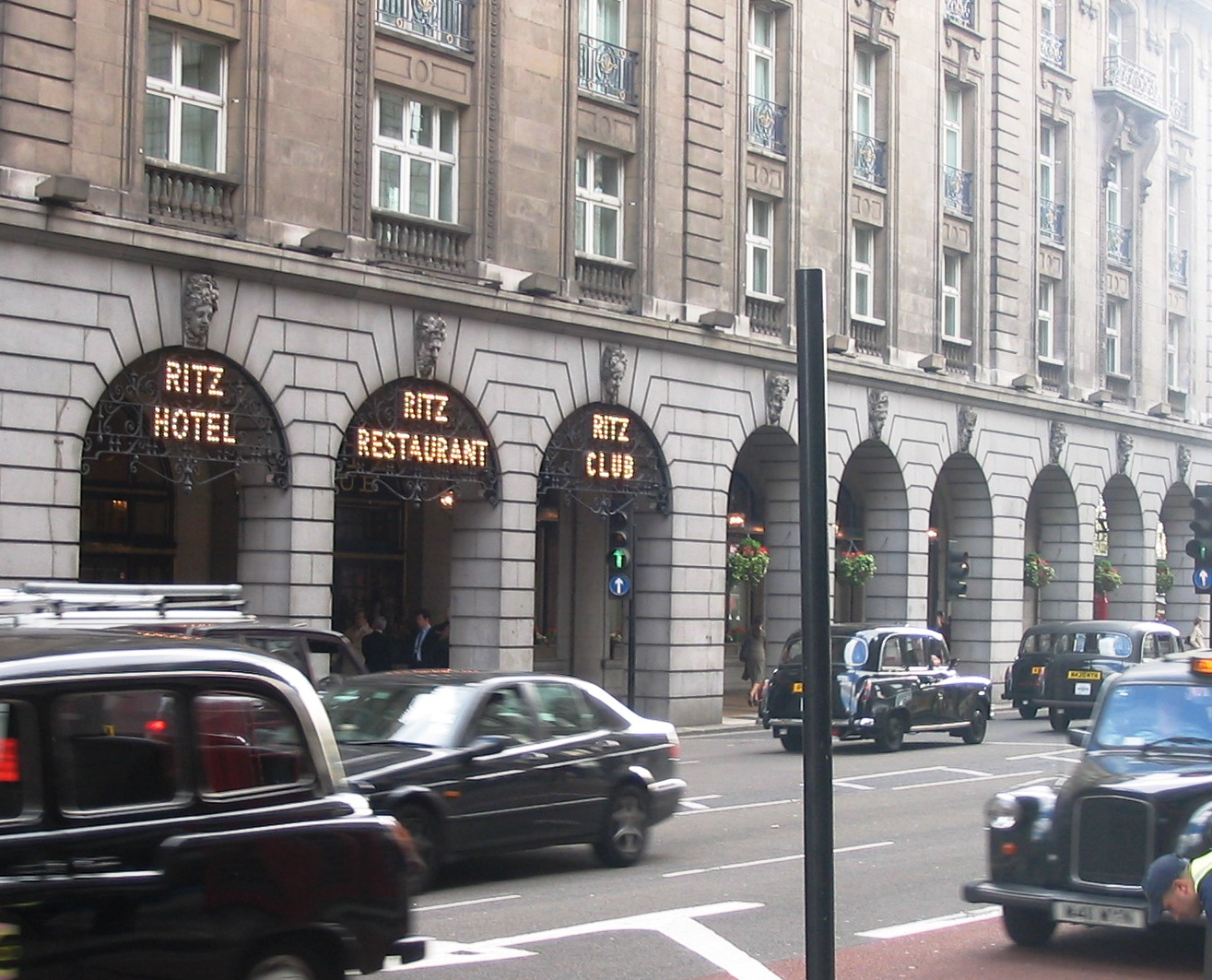
فندق الريتز.

فندق الريتز هو فندق ذو خمس نجوم يقع في منطقة «البكدلّي» في العاصمة البريطانية لندن.
تأسست سنة 1906 م وتم إعادة ترميم وتجديد الفندق عام 1955 م لمدة عشر سنوات بتكلفة 50 مليون جنيه آنذاك. تعتبر من أهم الفنادق وأعرقها وأغلاها في العالم.